# 四大陸フィギュアスケート選手権
四大陸フィギュアスケート選手権（Four Continents Figure Skating Championships）は、ヨーロッパを除く国と地域から参加するフィギュアスケートの国際大会。アフリカ、アジア、アメリカ、オセアニアの4つの大陸の選手が出場資格を持つ。

## 概要

### 歴史
四大陸フィギュアスケート選手権は1998-1999年シーズンに創設され、第1回大会が1999年2月にカナダのハリファックスで開催された。以後、各国持ち回りで1月もしくは2月に開催されている。
この大会は国際スケート連盟が主催するISUチャンピオンシップスの1つであり、国際スケート連盟のランキング算出用ポイントにおいてはヨーロッパフィギュアスケート選手権と同等の国際大会とされている。
2021年は新型コロナウイルス感染拡大の影響により大会中止となった。

### 参加枠
前年の成績によって参加枠が変動する世界フィギュアスケート選手権やヨーロッパフィギュアスケート選手権、世界ジュニアフィギュアスケート選手権とは違い、四大陸フィギュアスケート選手権の参加枠は各種目に対し各国最大3人および3組までの出場が認められている。

## 歴代メダリスト

### 男子シングル
| 年   | 開催地               | 金                               | 銀                               | 銅                               |
| ---- | -------------------- | -------------------------------- | -------------------------------- | -------------------------------- |
| 1999 | ハリファックス       | 本田武史                         | 李成江                           | エルビス・ストイコ               |
| 2000 | 大阪                 | エルビス・ストイコ               | 李成江                           | 張民                             |
| 2001 | ソルトレイクシティ   | 李成江                           | 本田武史                         | マイケル・ワイス                 |
| 2002 | 全州                 | ジェフリー・バトル               | 本田武史                         | 高崧                             |
| 2003 | 北京                 | 本田武史                         | 張民                             | 李成江                           |
| 2004 | ハミルトン           | ジェフリー・バトル               | エマニュエル・サンデュ           | エヴァン・ライサチェク           |
| 2005 | 江陵                 | エヴァン・ライサチェク           | 李成江                           | 髙橋大輔                         |
| 2006 | コロラドスプリングス | 織田信成                         | クリストファー・メイビー         | マシュー・サボイ                 |
| 2007 | コロラドスプリングス | エヴァン・ライサチェク           | ジェフリー・バトル               | ジェレミー・アボット             |
| 2008 | 高陽                 | 髙橋大輔                         | ジェフリー・バトル               | エヴァン・ライサチェク           |
| 2009 | バンクーバー         | パトリック・チャン               | エヴァン・ライサチェク           | 小塚崇彦                         |
| 2010 | 全州                 | アダム・リッポン                 | 町田樹                           | ケヴィン・レイノルズ             |
| 2011 | 台北                 | 髙橋大輔                         | 羽生結弦                         | ジェレミー・アボット             |
| 2012 | コロラドスプリングス | パトリック・チャン               | 髙橋大輔                         | ロス・マイナー                   |
| 2013 | 大阪                 | ケヴィン・レイノルズ             | 羽生結弦                         | 閻涵                             |
| 2014 | 台北                 | 無良崇人                         | 小塚崇彦                         | 宋楠                             |
| 2015 | ソウル               | デニス・テン                     | ジョシュア・ファリス             | 閻涵                             |
| 2016 | 台北                 | パトリック・チャン               | 金博洋                           | 閻涵                             |
| 2017 | 江陵                 | ネイサン・チェン                 | 羽生結弦                         | 宇野昌磨                         |
| 2018 | 台北                 | 金博洋                           | 宇野昌磨                         | ジェイソン・ブラウン             |
| 2019 | アナハイム           | 宇野昌磨                         | 金博洋                           | ヴィンセント・ジョウ             |
| 2020 | ソウル               | 羽生結弦                         | ジェイソン・ブラウン             | 鍵山優真                         |
| 2021 | シドニー             | COVID-19の世界的大流行により中止 | COVID-19の世界的大流行により中止 | COVID-19の世界的大流行により中止 |
| 2022 | タリン               | チャ・ジュンファン               | 友野一希                         | 三浦佳生                         |
| 2023 | コロラドスプリングス | 三浦佳生                         | キーガン・メッシング             | 佐藤駿                           |
| 2024 | 上海                 | 鍵山優真                         | 佐藤駿                           | チャ・ジュンファン               |
| 2025 | ソウル               | ミハイル・シャイドロフ           | チャ・ジュンファン               | ジミー・マ                       |
| 2026 | 北京                 |                                  |                                  |                                  |

### 女子シングル
| 年   | 開催地               | 金                               | 銀                               | 銅                               |
| ---- | -------------------- | -------------------------------- | -------------------------------- | -------------------------------- |
| 1999 | ハリファックス       | タチアナ・マリニナ               | アンバー・コーウィン             | アンジェラ・ニコディノフ         |
| 2000 | 大阪                 | アンジェラ・ニコディノフ         | ステイシー・ペンスゲン           | アニー・ベルマール               |
| 2001 | ソルトレイクシティ   | 村主章枝                         | アンジェラ・ニコディノフ         | 恩田美栄                         |
| 2002 | 全州                 | ジェニファー・カーク             | 荒川静香                         | 恩田美栄                         |
| 2003 | 北京                 | 村主章枝                         | 荒川静香                         | 中野友加里                       |
| 2004 | ハミルトン           | 太田由希奈                       | シンシア・ファヌフ               | アンバー・コーウィン             |
| 2005 | 江陵                 | 村主章枝                         | 恩田美栄                         | ジェニファー・カーク             |
| 2006 | コロラドスプリングス | ケイティ・テイラー               | 中野友加里                       | ベアトリサ・リャン               |
| 2007 | コロラドスプリングス | キミー・マイズナー               | エミリー・ヒューズ               | ジョアニー・ロシェット           |
| 2008 | 高陽                 | 浅田真央                         | ジョアニー・ロシェット           | 安藤美姫                         |
| 2009 | バンクーバー         | 金妍兒                           | ジョアニー・ロシェット           | 浅田真央                         |
| 2010 | 全州                 | 浅田真央                         | 鈴木明子                         | キャロライン・ジャン             |
| 2011 | 台北                 | 安藤美姫                         | 浅田真央                         | 長洲未来                         |
| 2012 | コロラドスプリングス | アシュリー・ワグナー             | 浅田真央                         | キャロライン・ジャン             |
| 2013 | 大阪                 | 浅田真央                         | 鈴木明子                         | 村上佳菜子                       |
| 2014 | 台北                 | 村上佳菜子                       | 宮原知子                         | 李子君                           |
| 2015 | ソウル               | ポリーナ・エドモンズ             | 宮原知子                         | 本郷理華                         |
| 2016 | 台北                 | 宮原知子                         | 長洲未来                         | 本郷理華                         |
| 2017 | 江陵                 | 三原舞依                         | ガブリエル・デールマン           | 長洲未来                         |
| 2018 | 台北                 | 坂本花織                         | 三原舞依                         | 宮原知子                         |
| 2019 | アナハイム           | 紀平梨花                         | エリザヴェート・トゥルシンバエワ | 三原舞依                         |
| 2020 | ソウル               | 紀平梨花                         | ユ・ヨン                         | ブレイディ・テネル               |
| 2021 | シドニー             | COVID-19の世界的大流行により中止 | COVID-19の世界的大流行により中止 | COVID-19の世界的大流行により中止 |
| 2022 | タリン               | 三原舞依                         | イ・ヘイン                       | キム・イェリム                   |
| 2023 | コロラドスプリングス | イ・ヘイン                       | キム・イェリム                   | 千葉百音                         |
| 2024 | 上海                 | 千葉百音                         | キム・チェヨン                   | 渡辺倫果                         |
| 2025 | ソウル               | キム・チェヨン                   | ブレイディ・テネル               | サラ・エバーハード               |
| 2026 | 北京                 |                                  |                                  |                                  |

### ペア
| 年   | 開催地               | 金                                                    | 銀                                                      | 銅                                                        |
| ---- | -------------------- | ----------------------------------------------------- | ------------------------------------------------------- | --------------------------------------------------------- |
| 1999 | ハリファックス       | 申雪 and 趙宏博                                       | クリスティ・サージアント and クリス・ウィルツ           | ダニエル・ハートセル and スティーブ・ハートセル           |
| 2000 | 大阪                 | ジェイミー・サレー and デヴィッド・ペルティエ         | 伊奈恭子 and ジョン・ジマーマン                         | ティファニー・スコット and フィリップ・デュレボーン       |
| 2001 | ソルトレイクシティ   | ジェイミー・サレー and デヴィッド・ペルティエ         | 申雪 and 趙宏博                                         | 伊奈恭子 and ジョン・ジマーマン                           |
| 2002 | 全州                 | 龐清 and 佟健                                         | アナベル・ラングロワ and パトリス・アルケット           | 張丹 and 張昊                                             |
| 2003 | 北京                 | 申雪 and 趙宏博                                       | 龐清 and 佟健                                           | 張丹 and 張昊                                             |
| 2004 | ハミルトン           | 龐清 and 佟健                                         | 張丹 and 張昊                                           | ヴァレリー・マルコー and クレイグ・ブンタン               |
| 2005 | 江陵                 | 張丹 and 張昊                                         | 龐清 and 佟健                                           | キャサリン・オーシャー and ギャレット・ルキャッシュ       |
| 2006 | コロラドスプリングス | 井上怜奈 and ジョン・ボルドウィン                     | 若松詩子 and ジャン＝セバスチャン・フェクトー           | エリザベス・パットナム and ショーン・ウィルツ             |
| 2007 | コロラドスプリングス | 申雪 and 趙宏博                                       | 龐清 and 佟健                                           | 井上怜奈 and ジョン・ボルドウィン                         |
| 2008 | 高陽                 | 龐清 and 佟健                                         | 張丹 and 張昊                                           | ブルック・キャスティル and ベンジャミン・オコルスキー     |
| 2009 | バンクーバー         | 龐清 and 佟健                                         | ジェシカ・デュベ and ブライス・デイヴィソン             | 張丹 and 張昊                                             |
| 2010 | 全州                 | 張丹 and 張昊                                         | キオーナ・マクラフリン and ロックニ・ブルーベイカー     | メーガン・デュハメル and クレイグ・ブンタン               |
| 2011 | 台北                 | 龐清 and 佟健                                         | メーガン・デュハメル and エリック・ラドフォード         | ペイジ・ローレンス and ルディ・スウィガース               |
| 2012 | コロラドスプリングス | 隋文静 and 韓聰                                       | ケイディー・デニー and ジョン・コフリン                 | マリー・ベス・マーリー and ロックニ・ブルーベイカー       |
| 2013 | 大阪                 | メーガン・デュハメル and エリック・ラドフォード       | カーステン・ムーア＝タワーズ and ディラン・モスコビッチ | マリッサ・キャステリ and サイモン・シュナピア             |
| 2014 | 台北                 | 隋文静 and 韓聰                                       | タラ・ケイン and ダニエル・オシェイ                     | アレクサ・シメカ and クリス・クニエリム                   |
| 2015 | ソウル               | メーガン・デュハメル and エリック・ラドフォード       | 彭程 and 張昊                                           | 龐清 and 佟健                                             |
| 2016 | 台北                 | 隋文静 and 韓聰                                       | アレクサ・シメカ and クリス・クニエリム                 | 于小雨 and 金揚                                           |
| 2017 | 江陵                 | 隋文静 and 韓聰                                       | メーガン・デュハメル and エリック・ラドフォード         | リュボーフィ・イリュシェチキナ and ディラン・モスコビッチ |
| 2018 | 台北                 | タラ・ケイン and ダニエル・オシェイ                   | アシュリー・ケイン and ティモシー・ルデュク             | リョム・テオク and キム・ジュシク                         |
| 2019 | アナハイム           | 隋文静 and 韓聰                                       | カーステン・ムーア＝タワーズ and マイケル・マリナロ     | 彭程 and 金楊                                             |
| 2020 | ソウル               | 隋文静 and 韓聰                                       | 彭程 and 金楊                                           | カーステン・ムーア＝タワーズ and マイケル・マリナロ       |
| 2021 | シドニー             | COVID-19の世界的大流行により中止                      | COVID-19の世界的大流行により中止                        | COVID-19の世界的大流行により中止                          |
| 2022 | タリン               | Audrey LU and Misha MITROFANOV                        | エミリー・チェン and スペンサー・アキラ・ハウ           | Evelyn WALSH and Trennt MICHAUD                           |
| 2023 | コロラドスプリングス | 三浦璃来 and 木原龍一                                 | エミリー・チェン and スペンサー・アキラ・ハウ           | ディアナ・ステラート・デュデク and マキシム・デシャン     |
| 2024 | 上海                 | ディアナ・ステラート・デュデク and マキシム・デシャン | 三浦璃来 and 木原龍一                                   | エリー・カム and ダニー・オシェイ                         |
| 2025 | ソウル               | 三浦璃来 and 木原龍一                                 | ディアナ・ステラート・デュデク and マキシム・デシャン   | リア・ペレイラ and トレント・ミショー                     |
| 2026 | 北京                 |                                                       |                                                         |                                                           |

### アイスダンス
| 年   | 開催地               | 金                                                    | 銀                                                        | 銅                                                        |
| ---- | -------------------- | ----------------------------------------------------- | --------------------------------------------------------- | --------------------------------------------------------- |
| 1999 | ハリファックス       | シェイ＝リーン・ボーン and ヴィクター・クラーツ       | シャンタル・ルフェーブル and ミシェル・ブリュネ           | ナオミ・ラング and ピーター・チェルニシェフ               |
| 2000 | 大阪                 | ナオミ・ラング and ピーター・チェルニシェフ           | マリー＝フランス・デュブレイユ and パトリス・ローゾン     | ジェイミー・シルバースタイン and ジャスティン・ペカレック |
| 2001 | ソルトレイクシティ   | シェイ＝リーン・ボーン and ヴィクター・クラーツ       | ナオミ・ラング and ピーター・チェルニシェフ               | マリー＝フランス・デュブレイユ and パトリス・ローゾン     |
| 2002 | 全州                 | ナオミ・ラング and ピーター・チェルニシェフ           | タニス・ベルビン and ベンジャミン・アゴスト               | メーガン・ウィング and アーロン・ロウ                     |
| 2003 | 北京                 | シェイ＝リーン・ボーン and ヴィクター・クラーツ       | タニス・ベルビン and ベンジャミン・アゴスト               | ナオミ・ラング and ピーター・チェルニシェフ               |
| 2004 | ハミルトン           | タニス・ベルビン and ベンジャミン・アゴスト           | マリー＝フランス・デュブレイユ and パトリス・ローゾン     | メーガン・ウィング and アーロン・ロウ                     |
| 2005 | 江陵                 | タニス・ベルビン and ベンジャミン・アゴスト           | メリッサ・グレゴリー and デニス・ペチュホフ               | リディア・マノン and ライアン・オメラ                     |
| 2006 | コロラドスプリングス | タニス・ベルビン and ベンジャミン・アゴスト           | モーガン・マシューズ and マキシム・ザボジン               | テッサ・ヴァーチュ and スコット・モイア                   |
| 2007 | コロラドスプリングス | マリー＝フランス・デュブレイユ and パトリス・ローゾン | タニス・ベルビン and ベンジャミン・アゴスト               | テッサ・ヴァーチュ and スコット・モイア                   |
| 2008 | 高陽                 | テッサ・ヴァーチュ and スコット・モイア               | メリル・デイヴィス and チャーリー・ホワイト               | キンバリー・ナバーロ and ブレント・ボメントレ             |
| 2009 | バンクーバー         | メリル・デイヴィス and チャーリー・ホワイト           | テッサ・ヴァーチュ and スコット・モイア                   | エミリー・サミュエルソン and エヴァン・ベイツ             |
| 2010 | 全州                 | ケイトリン・ウィーバー and アンドリュー・ポジェ       | アリー・ハン＝マッカーディ and マイケル・コレノ           | マディソン・ハベル and キーファー・ハベル                 |
| 2011 | 台北                 | メリル・デイヴィス and チャーリー・ホワイト           | マイア・シブタニ and アレックス・シブタニ                 | ヴァネッサ・クローン and ポール・ポワリエ                 |
| 2012 | コロラドスプリングス | テッサ・ヴァーチュ and スコット・モイア               | メリル・デイヴィス and チャーリー・ホワイト               | ケイトリン・ウィーバー and アンドリュー・ポジェ           |
| 2013 | 大阪                 | メリル・デイヴィス and チャーリー・ホワイト           | テッサ・ヴァーチュ and スコット・モイア                   | マディソン・チョック and エヴァン・ベイツ                 |
| 2014 | 台北                 | マディソン・ハベル and ザカリー・ダナヒュー           | パイパー・ギレス and ポール・ポワリエ                     | アレクサンドラ・アルドリッジ and ダニエル・イートン       |
| 2015 | ソウル               | ケイトリン・ウィーバー and アンドリュー・ポジェ       | マディソン・チョック and エヴァン・ベイツ                 | マイア・シブタニ and アレックス・シブタニ                 |
| 2016 | 台北                 | マイア・シブタニ and アレックス・シブタニ             | マディソン・チョック and エヴァン・ベイツ                 | ケイトリン・ウィーバー and アンドリュー・ポジェ           |
| 2017 | 江陵                 | テッサ・ヴァーチュ and スコット・モイア               | マイア・シブタニ and アレックス・シブタニ                 | マディソン・チョック and エヴァン・ベイツ                 |
| 2018 | 台北                 | ケイトリン・ホワイエク and ジャン＝リュック・ベイカー | キャロラーヌ・ソシース and シェーン・フィルス             | 村元哉中 and クリス・リード                               |
| 2019 | アナハイム           | マディソン・チョック and エヴァン・ベイツ             | ケイトリン・ウィーバー and アンドリュー・ポジェ           | パイパー・ギレス and ポール・ポワリエ                     |
| 2020 | ソウル               | マディソン・チョック and エヴァン・ベイツ             | パイパー・ギレス and ポール・ポワリエ                     | マディソン・ハベル and ザカリー・ダナヒュー               |
| 2021 | シドニー             | COVID-19の世界的大流行により中止                      | COVID-19の世界的大流行により中止                          | COVID-19の世界的大流行により中止                          |
| 2022 | タリン               | キャロライン・グリーン and マイケル・パーソンズ       | 村元哉中 and 髙橋大輔                                     | クリスティーナ・カレイラ and アンソニー・ポノマレンコ     |
| 2023 | コロラドスプリングス | マディソン・チョック and エヴァン・ベイツ             | ロランス・フルニエ・ボードリー and ニゴライ・サアアンスン | マージョリー・ラジョワ and ザカリー・ラガ                 |
| 2024 | 上海                 | パイパー・ギレス and ポール・ポワリエ                 | ロランス・フルニエ・ボードリー and ニゴライ・サアアンスン | クリスティーナ・カレイラ and アンソニー・ポノマレンコ     |
| 2025 | ソウル               | パイパー・ギレス and ポール・ポワリエ                 | マディソン・チョック and エヴァン・ベイツ                 | マージョリー・ラジョワ and ザカリー・ラガ                 |
| 2026 | 北京                 |                                                       |                                                           |                                                           |

## 各国メダル数

### 男子シングル
| 順   | 国・地域       | 金 | 銀 | 銅 | 計 |
| ---- | -------------- | -- | -- | -- | -- |
| 1    | 日本           | 10 | 11 | 6  | 27 |
| 2    | カナダ         | 7  | 5  | 2  | 14 |
| 3    | アメリカ合衆国 | 4  | 3  | 10 | 17 |
| 4    | 中国           | 2  | 6  | 7  | 15 |
| 5    | カザフスタン   | 2  | 0  | 0  | 2  |
| 6    | 韓国           | 1  | 1  | 1  | 3  |
| 合計 | 合計           | 26 | 26 | 26 | 78 |

### 女子シングル
| 順   | 国・地域       | 金 | 銀 | 銅 | 計 |
| ---- | -------------- | -- | -- | -- | -- |
| 1    | 日本           | 16 | 11 | 12 | 39 |
| 2    | アメリカ合衆国 | 6  | 6  | 10 | 22 |
| 3    | 韓国           | 3  | 4  | 1  | 8  |
| 4    | ウズベキスタン | 1  | 0  | 0  | 1  |
| 5    | カナダ         | 0  | 4  | 2  | 6  |
| 6    | カザフスタン   | 0  | 1  | 0  | 1  |
| 7    | 中国           | 0  | 0  | 1  | 1  |
| 合計 | 合計           | 26 | 26 | 26 | 78 |

### ペア
| 順   | 国・地域       | 金 | 銀 | 銅 | 計 |
| ---- | -------------- | -- | -- | -- | -- |
| 1    | 中国           | 16 | 8  | 6  | 30 |
| 2    | カナダ         | 5  | 9  | 9  | 23 |
| 3    | アメリカ合衆国 | 3  | 8  | 10 | 21 |
| 4    | 日本           | 2  | 1  | 0  | 3  |
| 5    | 北朝鮮         | 0  | 0  | 1  | 1  |
| 合計 | 合計           | 26 | 26 | 26 | 78 |

### アイスダンス
| 順   | 国・地域       | 金 | 銀 | 銅 | 計 |
| ---- | -------------- | -- | -- | -- | -- |
| 1    | アメリカ合衆国 | 15 | 13 | 15 | 43 |
| 2    | カナダ         | 11 | 12 | 10 | 33 |
| 3    | 日本           | 0  | 1  | 1  | 2  |
| 合計 | 合計           | 26 | 26 | 26 | 78 |

### 総計
| 順   | 国・地域       | 金  | 銀  | 銅  | 計  |
| ---- | -------------- | --- | --- | --- | --- |
| 1    | アメリカ合衆国 | 28  | 29  | 43  | 100 |
| 2    | 日本           | 28  | 24  | 19  | 71  |
| 3    | カナダ         | 23  | 30  | 24  | 77  |
| 4    | 中国           | 18  | 14  | 14  | 46  |
| 5    | 韓国           | 3   | 5   | 2   | 10  |
| 6    | カザフスタン   | 2   | 1   | 0   | 3   |
| 7    | ウズベキスタン | 1   | 0   | 0   | 1   |
| 8    | 北朝鮮         | 0   | 0   | 1   | 1   |
| 合計 | 合計           | 103 | 103 | 103 | 309 |